# Башня Нахиль
Ба́шня Нахи́ль (ранее известная под проектным названием «Аль-Бурдж» (от араб. البرج‎, «Башня»)) — отменённый проект сверхвысокого небоскрёба, который планировалось построить в Объединённых Арабских Эмиратах в городе Дубае. Автор проекта — застройщик «Аль-Нахиль». Высота небоскрёба должна была составить 1400 метров.
Башня «Нахиль» должна была состоять из четырёх отдельных башен, а архитектурно напоминать исламские традиционные постройки Испании, Александрии, Ирана и Марокко. Если бы здание было построено, то оно стало бы самым высоким небоскрёбом. Кроме того, оно должно было возводиться из бетона и стать самым высоким в мире сооружением из этого материала.
Ввиду мирового финансового кризиса столь дорогостоящий проект был официально отменён в декабре 2009 года.